# Сыны Гарпии
«Сыны Гарпии» (англ. Sons of the Harpy) — четвёртый эпизод пятого сезона фэнтезийного сериала канала HBO «Игра престолов», и 44-й во всём сериале. Автором сценария эпизода стал Дэйв Хилл, а режиссёром стал Марк Майлод. Премьера состоялась 3 мая 2015 года. До выхода в эфир, этот эпизод стал одним из первых четырёх эпизодов, которые утекли онлайн.
Эпизод получил номинацию на премию «Эмми» за лучшую операторскую работу в однокамерном сериале на 67-й церемонии творческой премии.

## Сюжет

### В Королевской Гавани
Мейс Тирелл (Роджер Эштон-Гриффитс) сообщает другим членам Малого Совета, что Железный Банк Браавоса запросил 10 % их задолженности, но оплатить возможно только половину суммы. Серсея (Лина Хиди) отправляет Мейса в Браавос вместе с сиром Мерином Трантом (Иэн Битти), чтобы договориться с Банком. Затем она уходит на встречу с Его Воробейшеством (Джонатан Прайс), где разрешает возрождение Святого Воинства. Вооружённые Воробьи громят один из борделей Петира Бейлиша и арестовывают сира Лораса Тирелла (Финн Джонс) за гомосексуализм. Весть о его аресте достигает Маргери (Натали Дормер), которая просит Томмена (Дин-Чарльз Чэпмен) приказать освободить её брата. По этому поводу Томмен сначала обращается к своей матери, но она говорит, что ему необходимо самостоятельно поговорить с Его Воробейшеством. Томмен пытается сделать это, но Святое Воинство не допускает его к Его Воробейшеству, якобы занятому молитвами. Несмотря на то, что агрессивная толпа выкрикивает оскорбления в адрес короля по поводу его происхождения, Томмен не разрешает Королевской Гвардии атаковать Святое Воинство на ступенях Септы, и они уходят. Недовольная бездействием Томмена, Маргери уходит, чтобы сообщить обо всём своей бабушке Оленне (Дайана Ригг).

### На Стене
После боевой тренировки бойцов Дозора, Джон (Кит Харингтон) подписывает несколько писем северным лордам, включая Русе Болтона, прося прислать людей и припасы для защиты Стены. Джон не хочет просить помощи у Болтонов, убивших его брата, но вынужден соблюдать нейтралитет Ночного Дозора. Мелисандра (Кэрис ван Хаутен) просит Джона присоединиться к Станнису, чтобы тот смог отобрать Винтерфелл у Болтонов, но он снова отказывается. Она пытается соблазнить его, но он противостоит её ухаживаниям, говоря Мелисандре, что он любит другую. Перед уходом она говорит: «Ничего ты не знаешь, Джон Сноу», имитируя Игритт (Роуз Лесли), погибшую возлюбленную Джона. Где-то в Чёрном Замке Станнис (Стивен Диллэйн) рассказывает своей дочери Ширен (Керри Инграм) историю о том, как она стала страдать от серой хвори и как он сделал всё, что мог, чтобы вылечить её.

### В Винтерфелле
В склепе Санса (Софи Тёрнер) ставит свечки умершим членам семьи. Прибывает Петир (Эйдан Гиллен) и рассказывает ей о её тёте Лианне и о том, как началось Восстание Баратеона, якобы из-за того что Рейгар Таргариен похитил её. Он сообщает Сансе, что покидает Винтерфелл для возврата в Королевскую Гавань по просьбе Серсеи. Петир также говорит Сансе, что Станнис и его армия в Чёрном Замке, и предполагает, что они скоро отберут Винтерфелл у Болтонов. Так как они верят, что все её братья и сестра мертвы, Петир уверяет, что Станнис назначит Сансу Хранительницей Севера.

### В Дорне
Джейме (Николай Костер-Вальдау) и Бронн (Джером Флинн) прибывают в Дорн с намерением выкрасть Мирцеллу. Бронн интересуется, почему Джейме так категоричен о своём личном участии, намекая на косвенную вину в смерти его отца Тайвина от руки Тириона, но Джейме утверждает, что тот сбежал с помощью Вариса и что при встрече он разрубит Тириона пополам. Вскоре после высадки их обнаруживает разъезд из четверых дорнийских воинов, которые распознают в дуэте прибывших из Королевской Гавани. Джейме и Бронн убивают стражей после приказа разоружиться.
В другом месте Эллария Сэнд (Индира Варма) встречается с тремя старшими дочерьми-бастардами Оберина: Обарой (Кейша Касл-Хьюз), Нимерией (Джессика Хенвик) и дочерью Элларии Тиеной (Розабелла Лауренти Селлерс), известных как Песчаные Змейки. Через пленённого капитана корабля они узнают, что Джейме приехал в Дорн, и Эллария делает вывод, что он намерен вернуть Мирцеллу в Королевскую Гавань. Она просит их присоединиться к ней, чтобы начать войну с Ланнистерами, и они соглашаются.

### За Узким морем
Ночью Джорах Мормонт (Иэн Глен) нападает на рыбака и забирает его лодку. Он кидает в неё связанного Тириона (Питер Динклэйдж) и отправляется в плавание. Утром Тирион раскрывает личность Джораха и узнаёт, что он везёт его к Дейенерис, а не к его сестре Серсее. Но когда Тирион пытается надавить на Джораха, чтобы узнать настоящие мотивы своего похищения, раздражённый Джорах вырубает его резким ударом.
В Миэрине сир Барристан (Иэн Макэлхинни) рассказывает Дейенерис (Эмилия Кларк) историю о Рейгаре Таргариене. Дейенерис принимает Хиздара зо Лорака (Джоэл Фрай), который повторяет свою просьбу об открытии бойцовых ям. Тем временем на одной из улиц несколько Сынов Гарпии терроризируют мирных жителей. Патруль Безупречных во главе с Серым Червём (Джейкоб Андерсон) вступается за них, но попадает в засаду крупного отряда заговорщиков. В завязавшемся неравном бою гибнет большинство Безупречных, а Серый Червь получает тяжелые ранения. Прибывший ему на помощь сир Барристан убивает нескольких Сынов Гарпии, но сам попадает под удары множества кинжалов. Добив последних нападавших, израненный Серый Червь едва избавляет Барристана от того, чтобы тому перерезали глотку, после чего оба замертво падают рядом друг с другом, окруженные окровавленными телами.

## Производство

### Сценарий
Сценарий к эпизоду был написан новичком Дэйвом Хиллом и включает содержимое из двух романов Джорджа Р. Р. Мартина, «Пира стервятников», глав Серсея IV и Серсея VI, и «Танца с драконами», глав Тирион VII, Джон II, с элементами Дейенерис II и эпилога.
Как и в предыдущих эпизодах, «Сыны Гарпии» отклонился от романов Джорджа Р. Р. Мартина в некоторых местах. Хилари Басис и Даррен Франсич из Entertainment Weekly продолжили одобрять решение объединить сюжетные линии Сансы и самозванки-Арьи. Сцена между Станнисом и Ширен была специально написана для эпизода. И Сара Моран из «Screen Rant» и Мэтт Фоулер из «IGN» согласились с тем, что взаимодействие с более заметной и голосовой Ширен даёт характеру Станниса немного эмоциональной глубины, и Моран добавила, что изменение «даёт нам понимание персонажей, которых мы уже знаем.»

### Кастинг
Эпизод представляет новых повторяющихся членов актёрского состава, Кейшу Касл-Хьюз, Джессику Хенвик и Розабеллу Лауренти Селлерс, которые играют Песчаных Змеек: Обару, Нимерию и Тиену Сэнд.

## Реакция

### Телерейтинги
«Сыны Гарпии» посмотрели около 6.82 миллионов американских зрителей во время первого показа.

### Реакция критиков
Сайт Rotten Tomatoes выдал рейтинг 100% на основе 30 отзывов.